# Сумрак сага: Праскозорје — 1. део
Сумрак сага: Праскозорје — 1. део (енгл. The Twilight Saga: Breaking Dawn – Part 1), скраћено Праскозорје: 1. део, амерички је љубавни и фантастични филм из 2011. године у режији Била Кондона. Темељи се на истоименом роману Стефени Мајер. Први од дводелне екранизације романа, четврти је и претпоследњи део филмског серијала Сумрак сага, а прати га Праскозорје: 2. део из 2012. године. Главне улоге глуме Кристен Стјуарт, Роберт Патинсон и Тејлор Лаутнер.
Продуценти филма су Вик Годфри и Мелиса Розенберг, заједно са ауторком серије, Стефени Мајер; сценарио је написала Мелиса Розенберг, сценаристкиња прва три филма. Премијерно је приказан 30. октобра 2011. године на Филмском фестивалу у Риму. Иако је добио негативне критике стручњака, филм је остварио комерцијални успех и зарадио преко 712 милиона долара широм света.

## Радња
Неколико месеци након догађаја из претходног филма, дан је венчања Беле Свон и Едварда Калена, а Бела се припрема уз помоћ Едвардових сестара, Алис и Розали, и Рене, њене мајке.
Током пријема враћа се Џејкоб Блек, који је брзо напустио град након што је добио позив за венчање.
Бела и Едвард срећно размењују своје завете и венчавају се пред својим најмилијима. Бела је пријатно изненађена када види да се Џејкоб вратио и њих двоје заједно играју у шуми. Бела признаје да она и Едвард планирају конзумирати брак на меденом месецу док је још увек човек. Џејкоб постаје бесан, знајући да би је такав чин могао убити. Сем и други чланови чопора обуздавају Џејкоба пре него што он стане у фазу.
Две недеље након венчања, Бела повраћа након буђења и примећује да јој менструација касни. Алис зове Белу и пита је ли добро, јер је Алис имала визију да се нешто догодило Бели. Пружа телефон Карлајлу, Едвардовом усвојитељу, а Бела му каже да верује да је трудна. Едвард је избезумљен јер зна да је мало вероватно да ће човек преживети при рођењу бебе вампира. Каже јој да би Карлајл требао уклонити бебу. Она одбија, јер жели да задржи своје дете, и убеђује Едвардову сестру, Розали, да јој делује као телохранитељ. Лете назад кући у Форксу. Иако је Бела трудна само две недеље, беба брзо расте.
Џејкоб одјури до куће Каленових. Бела, која је сада јако трудна, бледа је и нема довољно тежине. Џејкоб, узнемирен Белиним слабим здрављем, каже да би Карлајл требао прекинути трудноћу што је пре могуће како би Бела преживела. Бела занемарује Карлајлове медицинске савете и Алисине визије, настављајући трудноћу.
Док Џејкоб излази из резиденције Каленових, он се мења и договара састанак у шуми са својим друговима у вези Белине трудноће. Сам верује да беба неће моћи да контролише своју жудњу за људском крвљу након што се роди и верује да би чопор требао убити Белу како би осигурао да њено нерођено дете никоме не нашкоди. Џејкоб одбија да се придржава плана. Иако се Џејкоб слаже да би чопор требао уклонити Белину нерођену бебу, он не жели да Бели нанесе штету делом због тога што још увек има осећања према њој и зато што Бела није учинила ништа лоше. Сам и остали вукови такође не желе да повреде Белу, али Сам мисли да би требало да се сложе с тим јер Бела већ умире, а Сам верује да ће, ако не убију Белу, то урадити њено дете. Ово доводи до тога да се Џејкоб и још неколико вукова разиђу из Самовог чопора како би формирали свој.
Како трудноћа одмиче, квалитет њеног здравља рапидно опада, али, након кратког коментара Џејкоба, Бела схвата да беба жуди за крвљу и почиње пити људску крв из Карлајлове локалне болнице и њено здравље се побољшава. Трудноћа напредује алармантном брзином и, као полувампир, фетус је далеко убрзанији од људског. Едвардова несклоност према беби нестаје када примети да може прочитати њене мисли и он и Бела деле нежан тренутак са својим нерођеним дететом.
Бела говори Едварду и Џејкобу своје идеје за име бебе, када јој се кичма изненада сломи и она се сруши. Схватају да Бела не може да се носи са трудноћом и да се беба гуши, па Едвард, Џејкоб и Розали почињу да јој изводе царски рез. Розали започиње поступак, јер Карлајл излази због крви, али због глади, крв на оштрици је јако искушава. Џејкоб је зауставља док Едвард узима оштрицу и завршава поступак. Будући да морфијум још није имао времена за ширење, поступак је страшно болан за Белу када јој Едвард исече желудац и она падне у несвиест.
Након захвата, Бела се буди и види своју здраву, тек рођену, ћерку, а за име бебе бира Ренесме (комбинацију њеног и Едвардовог имена мајки), пре него што јој срце наизглед престане куцати. Џејкоб очајнички покушава ЦПР док сада мирна Розали одузима бебу. Едвард убризгава свој отров у Белино срце како би је претворио у вампира, али чини се да је узалудно јер Бела остаје беживотна. У паници, Едвард започиње компресију грудног коша. Џејкоб му поспрдно каже да га неће убити јер би Едварду била већа казна провести остатак живота знајући да је он разлог зашто је Бела умрла. Џејкоб затим излети из куће и сруши се на колена, јецајући. Сет и Лија говоре чопору да Бела није преживела порођај. Узнемирен, Џејкоб се враћа унутра и покушава убити Ренесме јер верује да је она била разлог зашто је Бела умрла, али када се погледају у очи, он види све њене будуће верзије и одлучује да је не убије, утиснувши је уместо тога.
Када вукодлаци сазнају за Белину „смрт”, нападају кућу Каленових у покушају да убију бебу, плашећи се да ће она постати превелика претња. Едвард, Алис и Џаспер бране свој дом уз помоћ Лије и Сет, а касније им помажу Карлајл, Есме и Емет. Џејкоб затим истрчи напоље да заустави борбу и преобрази се у свој вучји облик. Џејкоб и Сам кратко комуницирају међусобно телепатски. Едвард чита Џејкобове мисли, објављујући да се Џејкоб утиснуо у Ренесме, а будући да најапсолутнији закон вукова није наштетити никоме на кога је утиснут, они одлазе.
Едвардов отров почиње лечити Белу, она је очишћена и обучена. Током два дана, трагови угриза зарастају, сломљена леђа и груди се опорављају, а фигура се враћа у нормалу. Коначно, трансформација је потпуна и када јој се отворе очи, постају крваво црвене.
У сцени током завршне шпице, Аро и његова браћа, Маркус и Кај, примају писмо од Карлајла у којем се најављује да Каленови имају новог члана породице. Аро обавештава своју браћу да његова свађа са Каленовима још није готова, јер имају нешто што он жели.

## Улоге
- Кристен Стјуарт као Бела Свон
- Роберт Патинсон као Едвард Кален
- Тејлор Лаутнер као Џејкоб Блек
- Питер Фачинели као Карлајл Кален
- Елизабет Ризер као Есме Кален
- Ешли Грин као Алис Кален
- Келан Лац као Емет Кален
- Ники Рид као Розали Хејл
- Џексон Ратбон као Џаспер Хејл
- Били Берк као Чарли Свон
- Сара Кларк као Рене Двајер
- Џулија Џоунс као Лија Клирвотер
- Бубу Стјуарт као Сет Клирвотер
- Мијана Беринг као Танја
- Меги Грејс као Ирина
- Кејси Лабоу као Кејт
- Мајкл Шин као Аро
- Џејми Кембел Бауер као Кај
- Кристофер Хејердал као Маркус
- Часке Спенсер као Сем Јули
- Макензи Фој као Ренесме Кален
- Кристијан Камарго као Елезар
- Мија Маестро као Кармен
- Олга Фонда као Валентина
- Стефени Мајер у камео улози